# Christina Emmrich
Christina Emmrich (* 27. Mai 1948 in Leipzig) ist eine ehemalige deutsche Politikerin der Partei Die Linke. Von 2001 bis 2011 war sie Bezirksbürgermeisterin von Lichtenberg in Berlin sowie Bezirksstadträtin für Finanzen, Personal und Kultur. Am 10. November 2011 wurde sie von Andreas Geisel (SPD) abgelöst, der von einer Zählgemeinschaft aus SPD, CDU und B’90/Grüne zum Bezirksbürgermeister gewählt wurde. Anschließend war Christina Emmrich stellvertretende Bezirksbürgermeisterin von Lichtenberg und Bezirksstadträtin für Jugend und Gesundheit. Am 31. Mai 2013 schied sie aus persönlichen Gründen im Alter von 65 Jahren aus der aktiven Politik aus.
Christina Emmrich durchlief nach dem Abitur eine Ausbildung zur Messtechnikerin und studierte Gesellschaftswissenschaften. Von 1974 bis 1986 war sie in der Sozialistischen Einheitspartei Deutschlands (SED) auf Kreis- und Bezirksebene für Frauenfragen zuständig, von 1986 bis 1990 arbeitete sie als Sekretärin des Freien Deutschen Gewerkschaftsbunds (FDGB) für Frauenfragen. Von 1992 bis 1994 hatte Emmrich den Posten der stellvertretenden Berliner Landesvorsitzenden der Partei des Demokratischen Sozialismus (PDS) inne.
Seit 1986 lebt Christina Emmrich im Bezirk Hohenschönhausen und ist seit 1995 Bezirksverordnete in Berlin. Von 1999 bis 2000 war sie Vorsteherin der Bezirksverordnetenversammlung (BVV) in Hohenschönhausen und anschließend stellvertretende Vorsitzende der PDS-Fraktion der BVV Lichtenberg.
Sie ist stellvertretende Vorsitzende des Ältestenrates der Linken und Vorsitzende des Vorstands im Verein für aktive Vielfalt sowie Vorstandsmitglied in der Bürgerstiftung Lichtenberg.
Christina Emmrich ist verwitwet und hat einen Sohn.